# Coton de Tulear
Coton de Tulear je plemeno společenského psa, který pochází z ostrova Madagaskar. Typický je svoji bílou srstí, malým vzrůstem a přátelskou povahou.

## Historie
Coton de Tulear je malé společenské psí plemeno, pocházející z Madagaskaru, což je ostrov asi 400 km od Afriky. Na Madagaskar se pravděpodobně dostal s francouzskými vojáky. Oblíbený se tehdy stal zejména na jihu ostrova, v okolí města Tuléar, díky němuž získal i název. Do počátku 21. století byl chován především mezi bohatšími chovateli. Je známo, že dnes už vyhynulý pes podobného původu žil i na ostrově Réunion.
V Evropě se tito psi poprvé objevili v roce 1977 na výstavě v Paříži. Krom ní je v této době velký počet jedinců i v Belgii . Právě v těchto dvou zemích se vyskytuje nejhojněji.
V České republice toto plemeno zastřešuje Klub Coton de Tulear.

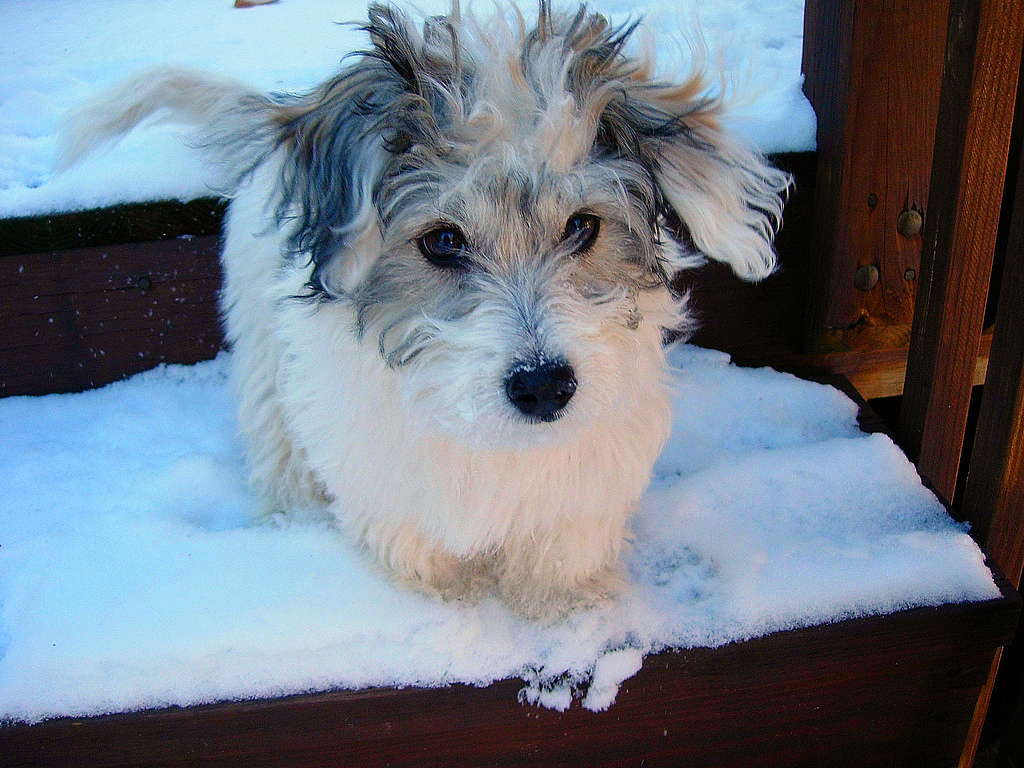

## Vzhled
Tělo se vyznačuje lehce vyklenutým hřbetem a rovnými končetinami s kulatými tlapkami. Hlava shora trojúhelníkovitého tvaru, z profilu krátká. Tmavé oči mají kulatý tvar a trojúhelníkovité uši jsou svěšené. Výška v kohoutku se přibližně pohybuje mezi 25 až 28 cm. Váha v rozmezí 4 až 6 kg. Srst je jemná, načechraná a bez podsady,takže nelíná. Barva srsti bílá, občas se šedými nebo žlutými znaky. Plemeno je typické přátelskou a hravou povahou.

## Povaha
Povahově je toto psí plemeno přátelské, hravé a inteligentní. Svého majitele si oblíbí s celou jeho rodinou a je velká pravděpodobnost, že na nich bude závislý. Je schopen velmi rychle odhalit slabiny svého pána (svých lidí) a okamžitě je využít ve svůj vlastní prospěch. Je poslušný a k ostatním psům se chová vlídně. Snadno se učí nové věci, někteří jedinci jsou ovšem svéhlaví. Hodí se i k jiným domácím zvířatům. Dobře si rozumí i s malými dětmi.

## Péče
Srst vyžaduje pravidelnou péči, česání, kartáčování (předchází se tím tvoření chuchvalců), nicméně není tak náročná, jak by se na první pohled zdálo, neboť srst má do jisté míry samočisticí schopnost. Díky absenci podsady coton nelíná.
Tito psi pohyb nevyžadují, ale mohou být dobrými společníky na procházkách a hodí se i pro psí sporty, jako je agility. Není vhodné, aby běhali v prašném prostředí.

### Zdraví
Plemeno coton de tulear je poměrně zdravé a nepřešlechtěné plemeno, přesto je k bonitování jedince potřeba vyšetření na luxaci pately a PRA (dědičné vady očí). Dobrovolnými DNA testy jsou pak testy na hluchotu či multifokální retinopatii.